# Distrito electoral de Richland VIII
Richland VIII (en inglés: Richland VIII Precinct) es un distrito electoral ubicado en el condado de Sarpy en el estado estadounidense de Nebraska. En el Censo de 2010 tenía una población de 10364 habitantes y una densidad poblacional de 341,46 personas por km².

## Geografía
Richland VIII se encuentra ubicado en las coordenadas 41°9′19″N 96°10′18″O / 41.15528, -96.17167. Según la Oficina del Censo de los Estados Unidos, Richland VIII tiene una superficie total de 30.35 km², de la cual 29.39 km² corresponden a tierra firme y (3.16%) 0.96 km² es agua.

## Demografía
Según el censo de 2010, había 10364 personas residiendo en Richland VIII. La densidad de población era de 341,46 hab./km². De los 10364 habitantes, Richland VIII estaba compuesto por el 93.65% blancos, el 1.34% eran afroamericanos, el 0.23% eran amerindios, el 1.84% eran asiáticos, el 0.06% eran isleños del Pacífico, el 1.01% eran de otras razas y el 1.86% pertenecían a dos o más razas. Del total de la población el 3.68% eran hispanos o latinos de cualquier raza.